# Giovanni Brunacci
Giovanni Brunacci (Monselice 2 décembre 1711 - 30 octobre 1772 ou 31 octobre 1772 à Padoue) est un historien, numismate et érudit italien du XVIIIe siècle.

## Biographie
Giovanni Brunacci naquit à Monselice, dans le Padouan, le 2 décembre 1711. Après ses premières études, il entra, en 1725, au séminaire de Padoue, où il fit de grands progrès dans la théologie, et fut reçu docteur en 1734. Sa plus forte inclination était pour l’étude des antiquités et de l’histoire du Moyen Âge. L’ardeur avec laquelle il s’y livra lui fit visiter et extraire les archives de Padoue, de Venise, et de plusieurs autres villes, dans lesquelles il recueillit des copies de diplômes, de chartes et de documents précieux. Le bruit de son mérite étant venu aux oreilles du cardinal Rezzonico, alors archevêque de Padoue, ensuite pape sous le nom de Clément XIII, celui-ci lui fit une pension, et le chargea d’écrire l’histoire de son église. Cette pension ne fut payée à Brunacci que pendant quelques années. Il s’occupa de ce grand travail, et le poussa jusqu’à la moitié du 12e siècle. Il le composa d’abord en italien, et voulut ensuite le traduire en latin ; mais sa mort, arrivée le 30 octobre 1772, l’empêcha de terminer cette traduction. Elle ne va que jusqu’à la moitié du 11e siècle. Ces deux ouvrages sont restés manuscrits, malgré l’utilité dont ils pourraient être pour l’histoire du Padouan. Les talents et l’érudition de Brunacci furent appréciés par ses contemporains. Diverses académies, tant italiennes qu’étrangères, s’empressèrent de se l’associer.

## Publications
- De Re Nummaria Patavinorum, Venise, 1744, in-4° ; réimprimé dans le t. 2 du recueil donné par Filippo Argelati, De monetis Italiæ.
- Ragionamento sopra il titolo di canonichesse nelle monache di S. Pietro di Padova, Venise, 1745, in-8°.
- Pomponatius Jo. Brunatii, dans le t. 41 du Raccolta d’opuscoli scientifici e filologici du P. Angelo Calogerà.
- De Benedicto Tyriaco-Mantuano Epistola ad Petrum Barbadicum, senatorem Venetum, dans le môme recueil, t. 43.
- De Facto Marchiæ Epistola amico suo Calogerà, même recueil, t. 45.
- Epistola al P. Anselmo Costadoni, même recueil, t. 46.
- Plusieurs lettres publiées dans les Novelle letterarie di Firenze.
- Supplemento al Teatro nummario del Muratori, qui contient trois cents monnaies inédites, Ferrare, 1756 : la plupart étaient tirées de son cabinet ; il possédait en outre une prodigieuse quantité de monnaies du Moyen Âge, de sceaux, de plombs, etc.
- Lezione d’ingresso nell’accademia de’ Ricovrati di Padova, Venise, 1759, in-4°, dans laquelle il traite de l’origine de la langue vulgaire du Padouan et de l’Italie en général.
- Chartarum S. Justinæ Explicatio, Padoue, 1763, in-4°.
- Lettera al signor Niccolò Venezze, sur trois monnaies de la maison d'Este, in-4°.
- Vita della B. Beatrice d’Este, etc., in-4°.
- Conforti della medicatura degli occhi, Padoue, 1765, in-4°, etc.